# Arnold (Californie)
Pour l’article homonyme, voir Arnold.
Arnold est une census-designated place du comté de Calaveras, dans l'État de Californie, aux États-Unis,. En 2020, elle compte une population de 3 288 habitants.